# Мост Партизана Германа
Мост Партизана Германа — автодорожный железобетонный рамный мост через Дудергофский канал в Красносельском районе Санкт-Петербурга.

## Расположение
Расположен в створе улице Партизана Германа. Рядом с мостом расположены Полежаевский парк, мемориальный комплекс Кировский вал.
Выше по течению находится Клиновский мост, ниже — 1-й Петергофский мост.
Ближайшая станция метрополитена — «Проспект Ветеранов».

## Название
Название известно с 1970-х годов и дано по наименованию улицы Партизана Германа.

## История
Мост построен в 1977—1980 годах по проекту инженера «Ленгипроинжпроекта» А. А. Соколова в составе строительства «Комплекса сооружений защиты квартальной жилой застройки от затопления паводковыми водами в Красносельском районе города Ленинграда». Заказчиком выступал УКС-6 ГлавУКСа «Ленинградинжстроя». Строительство выполнило СУ-3 треста «Ленмостострой» под руководством главного инженера Е. И. Иванова и старшего производителя работ В. И. Оськина.

## Конструкция
Мост однопролётный железобетонный, рамно-консольной системы с шарниром по центру пролёта. Ригель рамы выполнен из 19 сборных железобетонных элементов заводского изготовления, омоноличенных с устоями. Балки-консоли смыкаются в середине пролёта посредством несовершенного шарнира. По верху балки объединены железобетонной плитой проезжей части, включённой в работу главных балок. Высота двутавровых блоков на опоре 1680 мм, в середине моста 570 мм. Фасады облицованы металлическим листом. Устои моста массивные, из монолитного железобетона, на свайном основании, облицованы гранитом. Мост косой в плане с углом косины 87°. Расчётный пролёт моста 31,0 м. Общая длина моста составляет 41,2 м, ширина — 35 м (ширина проезжей части 21 м и два тротуара по 7 м).
Мост предназначен для движения автотранспорта и пешеходов. Проезжая часть моста включает в себя 5 полос для движения автотранспорта. Покрытие проезжей части и тротуаров — асфальтобетон. Тротуары отделены от проезжей части гранитным поребриком. Перильное ограждение металлическое простого рисунка, на устоях завершается гранитными тумбами. За задними гранями устоев устроены трехступенчатые гранитные лестничные сходы к берегам. На левом берегу с низовой стороны устроен лестничный спуск к воде. Берега канала на прилегающих участках укреплены низкой железобетонной банкетной стенкой с одерновкой откосов.